# Artemio Franchi Stadion (Firenze)
 A sienai Artemio Franchi stadionhoz lásd: Artemio Franchi Stadion (Siena)
Az Artemio Franchi Stadion (olaszul: Stadio Artemio Franchi) egy többrendeltetésű labdarúgó stadion Olaszországban, Firenzében. Jelenleg az Fiorentina otthona. Alkalmas atlétikai versenyek, koncertek és egyéb rendezvények lebonyolítására.

## A stadionról
A stadiont 1931-ben építették, nézőterének befogadó képessége 46 389 fő. A stadion vezető építésze Pier Luigi Nervi, a 20. századi Firenze építészetének egyik meghatározó személyisége. A létesítményt vasbetonból építették, aminek fő tartó eleme egy 70 méter magas torony. A tornyot Marathon Towernek nevezik. A torony alapja körül a spirális lépcsők vezetnek a földszintről a toronyépület tetejére. Eredetileg "Comunale"-nak, létesítménynek nevezték, de 1991-ben a korábbi FIGC-elnök, Artemio Franchi tiszteletére átkeresztelték.

### Az 1990-es labdarúgó-világbajnokság
A stadion több tatarozáson, átalakításon ment keresztül, az 1990-es labdarúgó-világbajnokságra ideiglenesen eltávolították a futópályát, így 58 271 főre megnövelték a befogadóképességet. Három csoportmérkőzést és az egyik negyeddöntőt rendezték itt:
- Egyesült Államok - Csehszlovákia (A csoport)
- Ausztria - Csehszlovákia (A csoport)
- Ausztria - Egyesült Államok (A csoport)
- Argentína - Jugoszlávia (Negyeddöntő)

## Az Artemio Franchi Stadion képei
|  |  |  |

## Külső hivatkozások
- Stadio Artemio Franchi (angol nyelven). Stadium and Attendances. (Hozzáférés: 2011. február 26.)
- Stadio Artemio Franchi. Sport Híradó. (Hozzáférés: 2011. február 26.)
- Stadio Artemio Franchi. panoramio.com/. [2016. október 10-i dátummal az eredetiből archiválva]. (Hozzáférés: 2011. február 26.)